# کریستین پرشوتی
کریستین پرشوتی (ایتالیایی: Christian Presciutti؛ زادهٔ ۲۷ نوامبر ۱۹۸۲) بازیکن واترپلو اهل ایتالیا است.
وی در مسابقات کشوری و بین‌المللی در مجموع برندهٔ ۱ مدال طلا، ۱ مدال نقره، ۱ مدال برنز شده‌است.